# Dan Gadzuric
Daniel Gadzuric, detto Dan (L'Aia, 29 gennaio 1978), è un ex cestista olandese, professionista nella NBA, in Asia e in Sudamerica.

## Biografia
Nacque nei Paesi Bassi da madre serba e padre di Saint Vincent e Grenadine.

## Carriera
Venne selezionato dai Milwaukee Bucks al secondo giro del Draft NBA 2002 (34ª scelta assoluta).
La sua carriera NBA si sviluppò soprattutto con gli stessi Milwaukee Bucks, con cui giocò per otto anni dal 2002 al 2010 fintanto che venne scambiato ai Golden State Warriors in cambio di Corey Maggette. La sua permanenza ai Warriors durò pochi mesi, poiché il 23 febbraio 2011 passò ai New Jersey Nets insieme a Brandan Wright in cambio di Troy Murphy e una seconda scelta futura. Nel 2011-2012 giocò prevalentemente in Cina con gli Jiangsu Dragons e nella D-League con i Texas Legends, ma il 20 aprile 2012 venne firmato dai New York Knicks con cui disputò le ultime due presenze in NBA. Le ultime tappe della carriera furono in Venezuela e in Iran.
In 527 presenze complessive nella regular season NBA, viaggiò a una media di 4,7 punti e 4,4 rimbalzi a partita.

## Palmarès
- McDonald's All-American Game (1998)